# ویرجینیو د پاولی
ویرجینیو ده پاولی (به ایتالیایی: Virginio De Paoli) بازیکن فوتبال و اهل ایتالیا است که از سال ۱۹۶۶ میلادی عضو تیم ملی فوتبال ایتالیا بوده و در ۳ بازی ملی حضور داشته‌است. او در بازی‌های ملی‌اش ۱ گل به ثمر رساند.
ویرجینیو ده پاولی آخرین بازی ملی خود را در سال ۱۹۶۶ میلادی انجام داد.